# Хондроцит

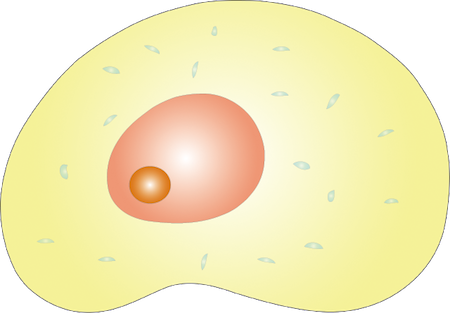
Хондроцит.

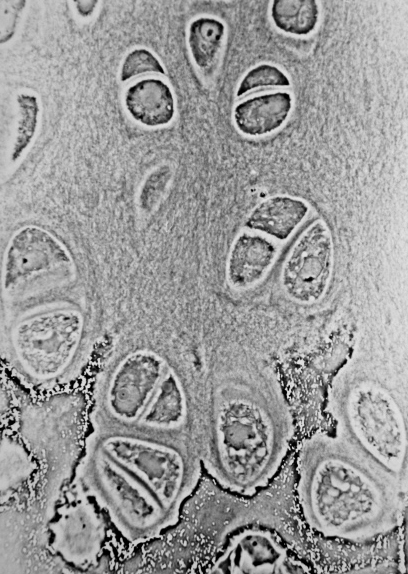
Прозорий хрящ, де показано хондроцити та.

Хондроцит — (chondrocytus, від грец. Chondros — хрящ, cytus — клітина) — основна клітина хрящової тканини. Формуються з хондробластів, але при цьому малоактивні хондроцити зберігають здатність до поділу. Хондроцити мають овальну форму і більший, ніж хондробласти, розмір.
Основна функція — синтез і виділення компонентів міжклітинної речовини, що утворює аморфну речовину і волокнисті структури хряща. Компоненти міжклітинної речовини складаються з води, протеогліканових агрегатів, глікопротеїнів, мінеральних речовин.
Виділяючи компоненти міжклітинної речовини хондроцити замуровують себе в специфічних порожнинах — лакунах. При цьому агрегати проникні для низькомолекулярних метаболітів. Діяльність хондроцитів збільшує масу хряща зсередини (інтерстиціальне зростання), що, спільно з хондробластами, дозволяє регенерувати пошкоджений хрящ.
| Гломерулярна тканина нирок | Це незавершена стаття з гістології. Ви можете допомогти проєкту, виправивши або дописавши її. |